# Panteon Narodowy Wenezueli

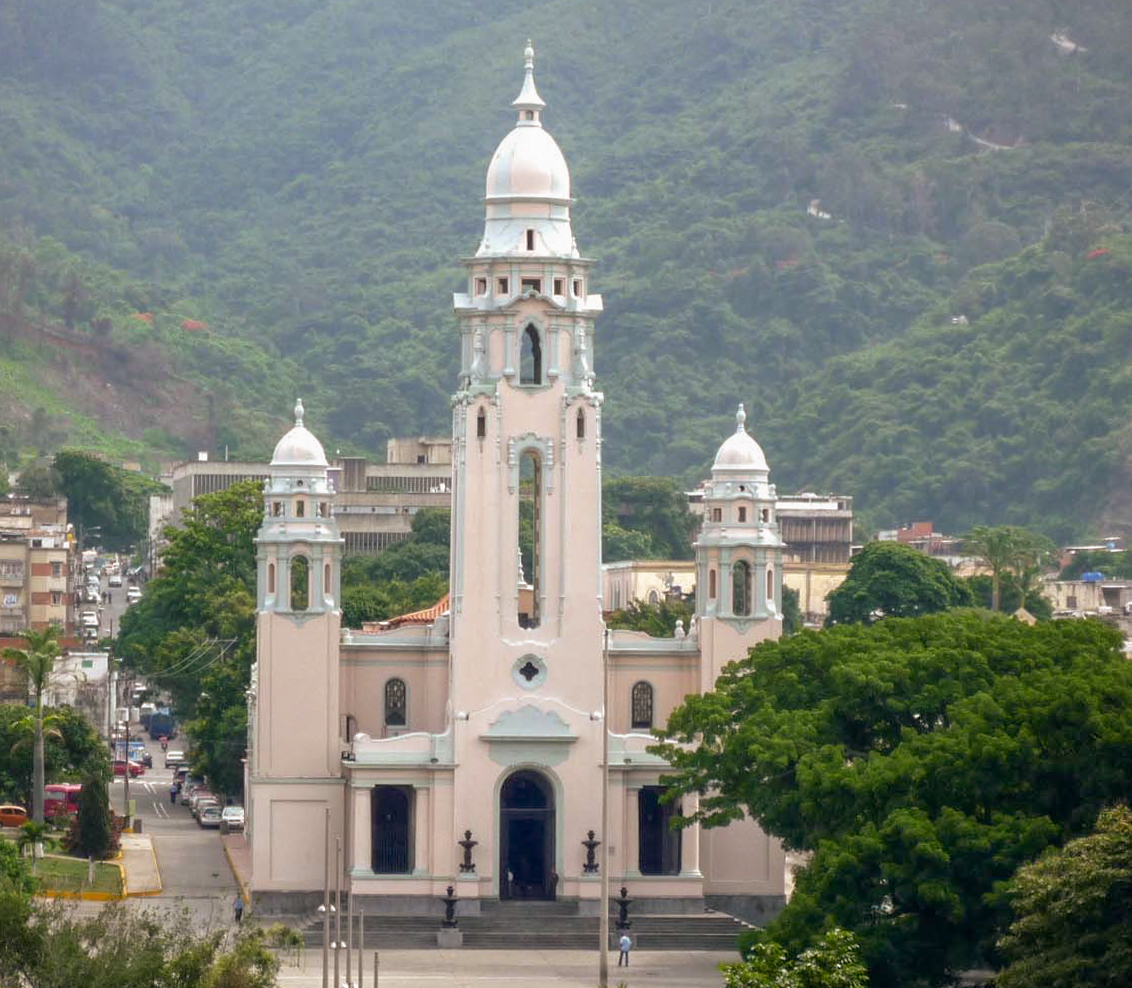
Panteon Narodowy

 Panteon Narodowy Wenezueli (Panteón Nacional) - Inaczej „Ołtarz Ojczyzny”. Budynek położony na północnym skraju starego miasta Caracas w dzielnicy Altagracia. W miejscu tym wznosił się kiedyś kościół Świętej Trójcy (Iglesia de la Santísima Trinidad) zbudowany przez Juana Domingo del Sacramento Infante w 1744 roku. Świątynia została prawie całkowicie zniszczona podczas trzęsienia ziemi w 1812 roku. Rozpoczęto jej odbudowę, ale dlatego, że postępowała bardzo powoli prezydent Antonio Guzmán Blanco polecił w dniu 27 marca 1874 roku przekształcić odbudowywany kościół w Panteon Narodowy, który miał być miejscem pochówku bohaterów narodowych kraju. Prace nabrały tempa, a mauzoleum oficjalnie otwarto 28 października 1875 roku. Pierwszymi osobami, których prochy tam umieszczono były: Francisco Rodríguez del Toro e Ibarra, Ezequiel Zamora, José Gregorio Monagas, Manuel Ezequiel Bruzual i Juan Crisóstomo Falcón. Przebudowy budynku dokonano w 1911 i 1929 roku.
Cała nawa główna poświęcona jest Bolivarovi, którego prochy przeniesiono tam uroczyście 28 października 1876. Centralną część stanowi ołtarz z jego sarkofagiem z brązu. Sklepienie pokrywa 1930 obrazów przedstawiających sceny z życia Bolívara, a ogromny kryształowy żyrandol został zainstalowany w 1883 roku, na stulecie jego urodzin. W tym samym roku, 24 sierpnia w Panteonie umieszczono prochy pierwszej kobiety, Luisy Cáceres de Arismendi.
Artysta Tito Salas był twórcą dekoracji wewnętrznych i rzeźb wybitnych przedstawicieli narodu Wenezueli.
Prezydenci Wenezueli w Panteonie Narodowym.
- José María Vargas
- José Antonio Páez
- Carlos Soublette
- José Tadeo Monagas
- José Gregorio Monagas
- Juan Crisóstomo Falcón
- Antonio Guzmán Blanco
- Francisco Linares Alcántara
- Raimundo Andueza Palacios
- Rómulo Gallegos

Obecnie pochowane w Panteonie jest 141 osób.

## Galeria

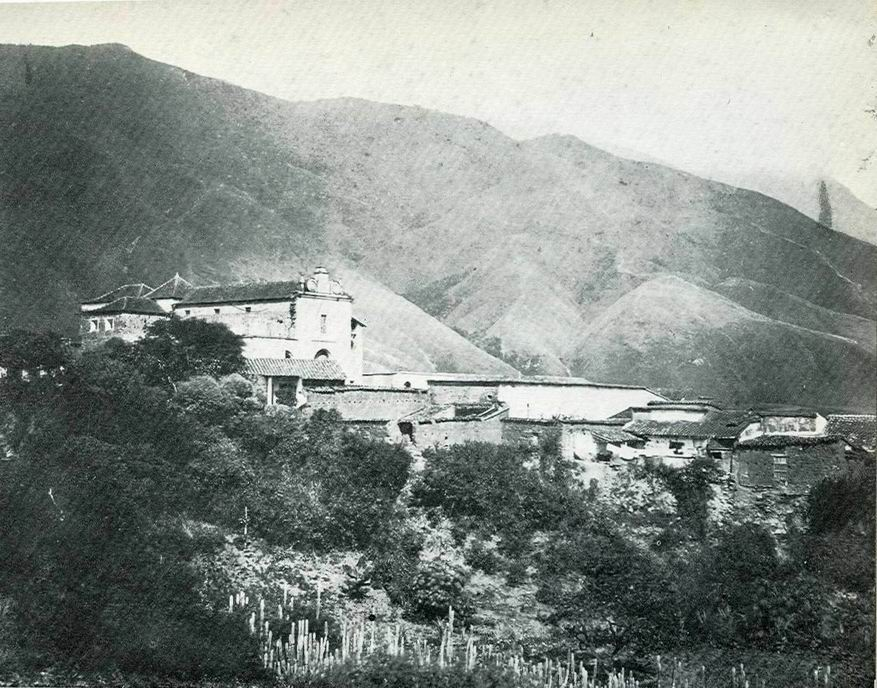
Kościół Świętej Trójcy, 1874
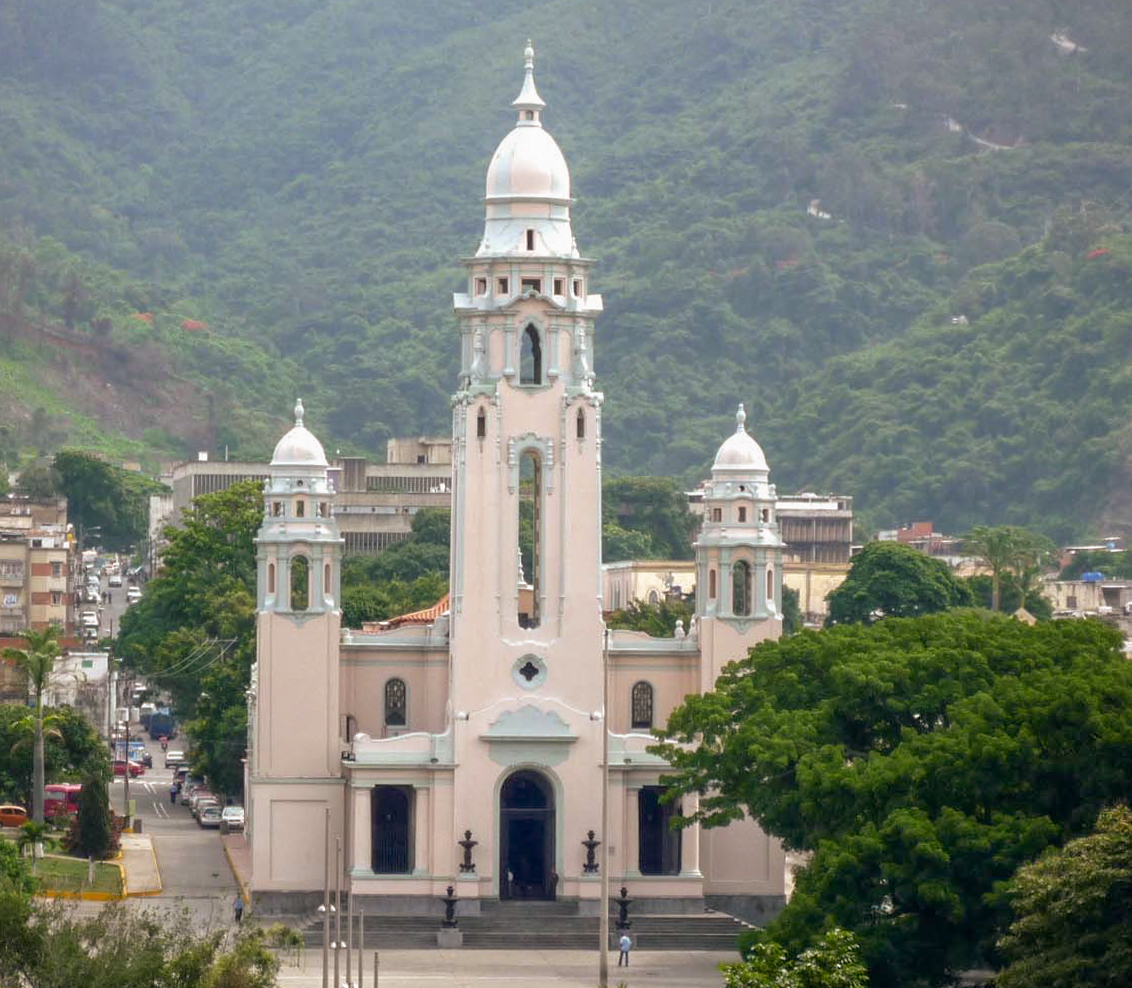
Widok na Panteon
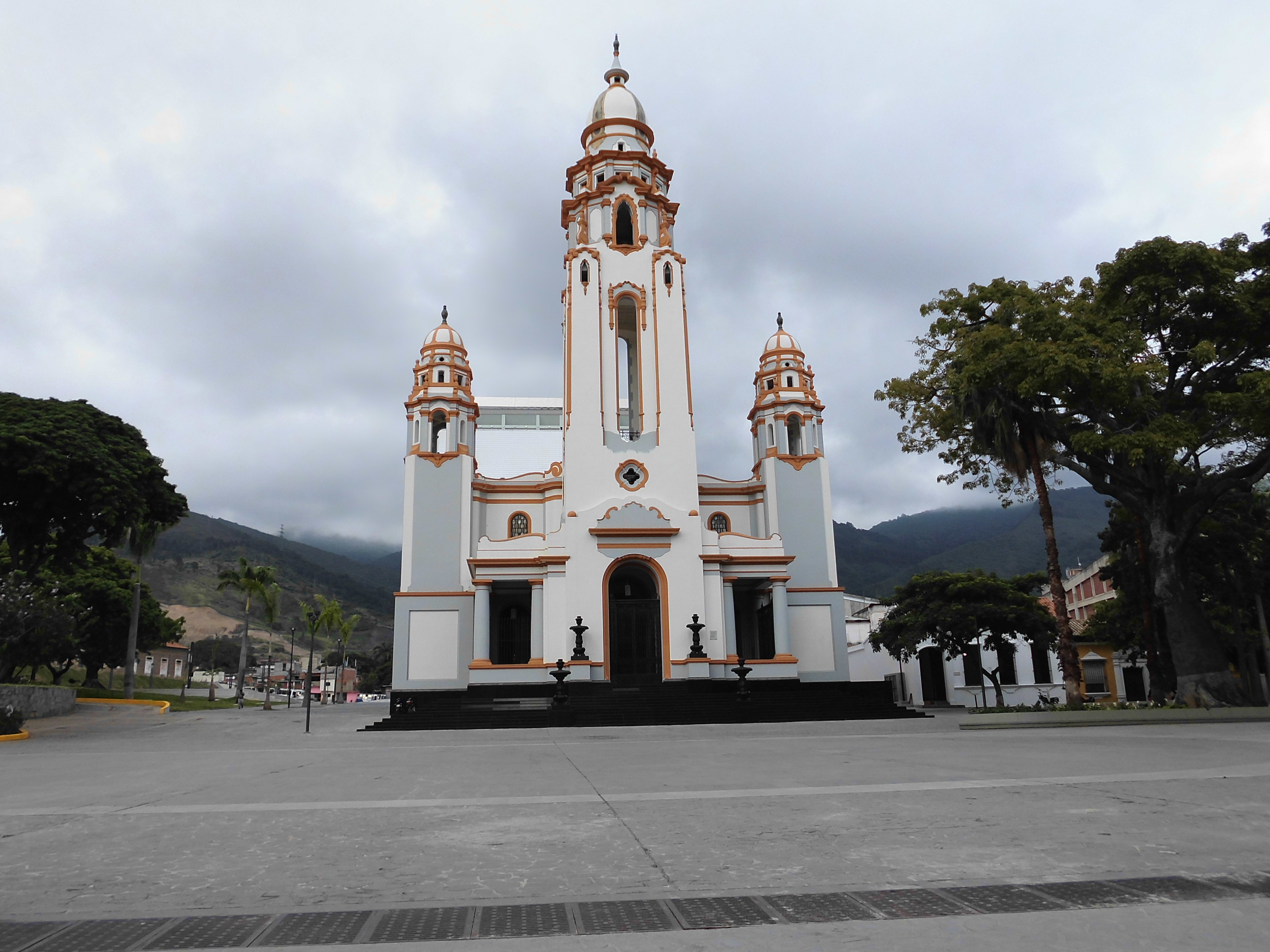
Narodowy Panteon Wenezueli
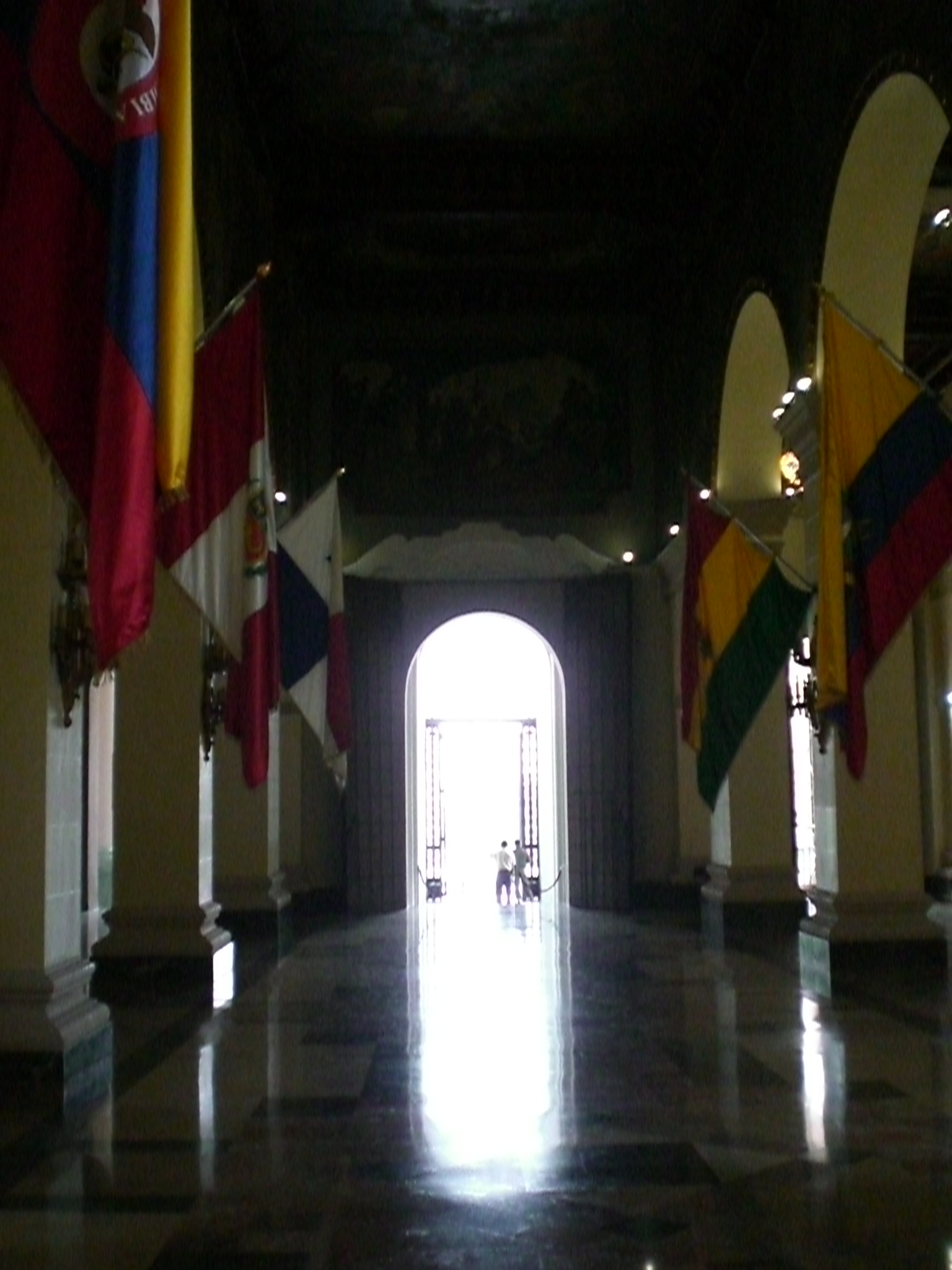
Wejście do Panteonu
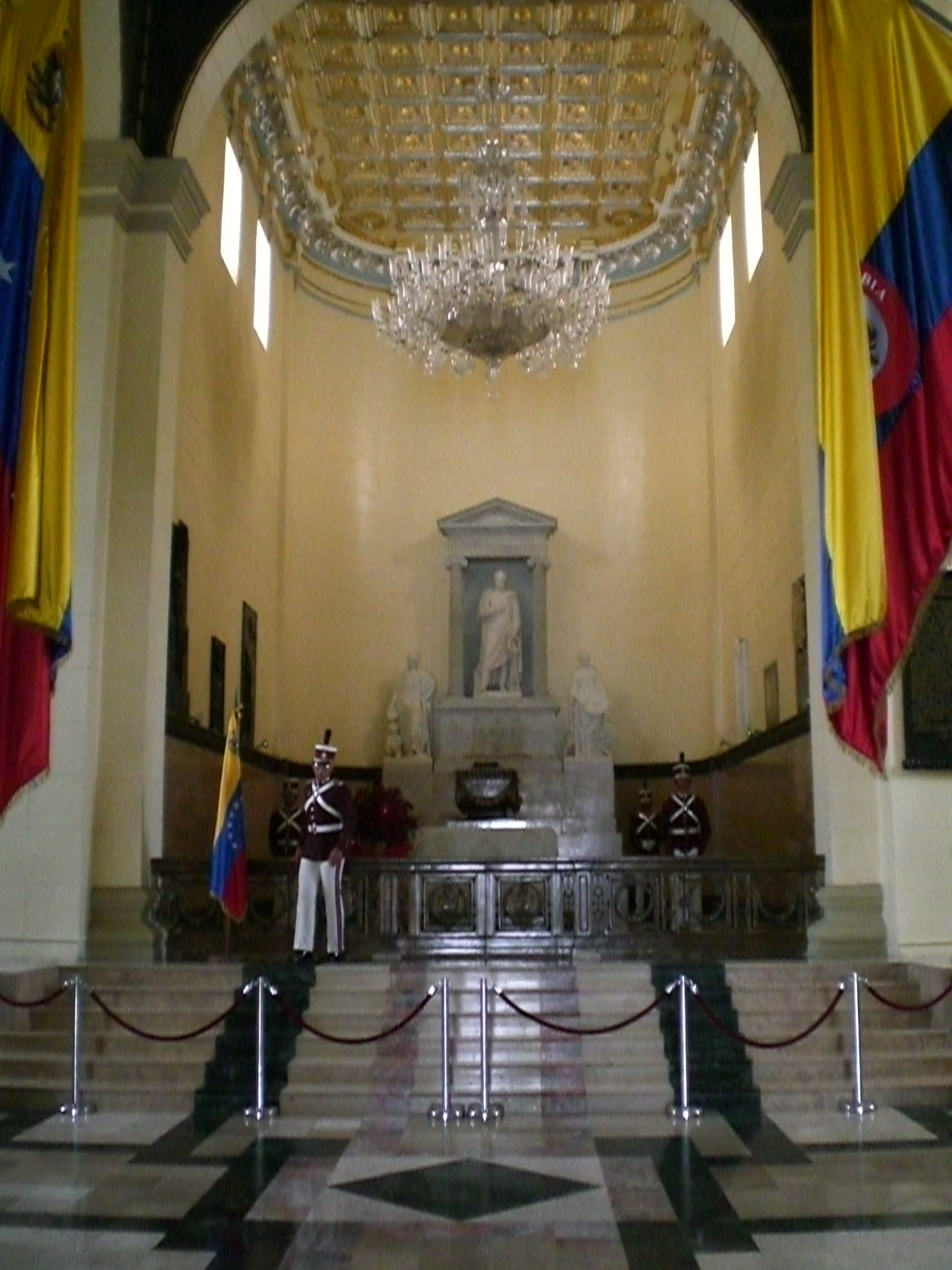
Ołtarz i sarkofag Bolivara
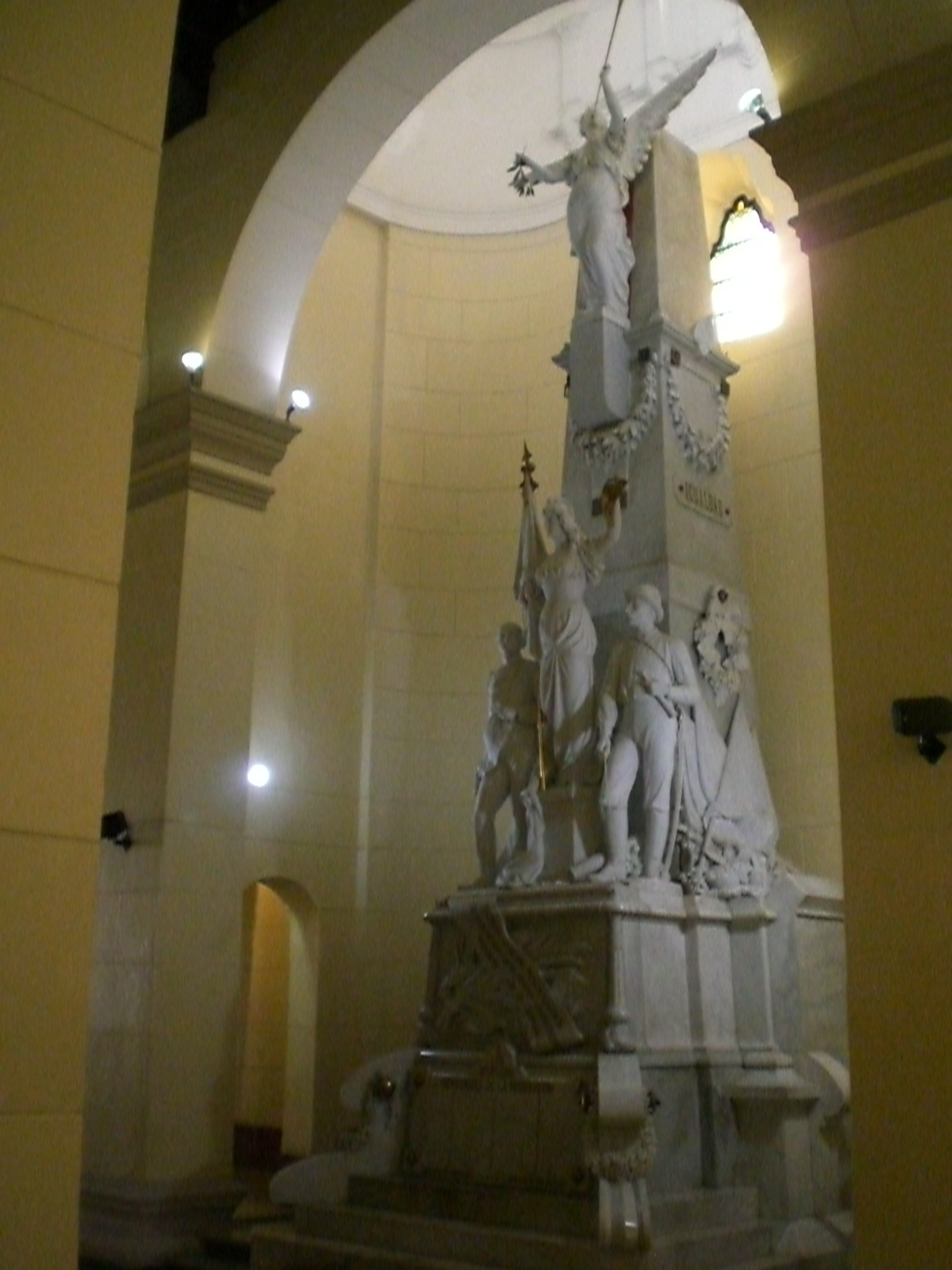
Pomnik Federacji
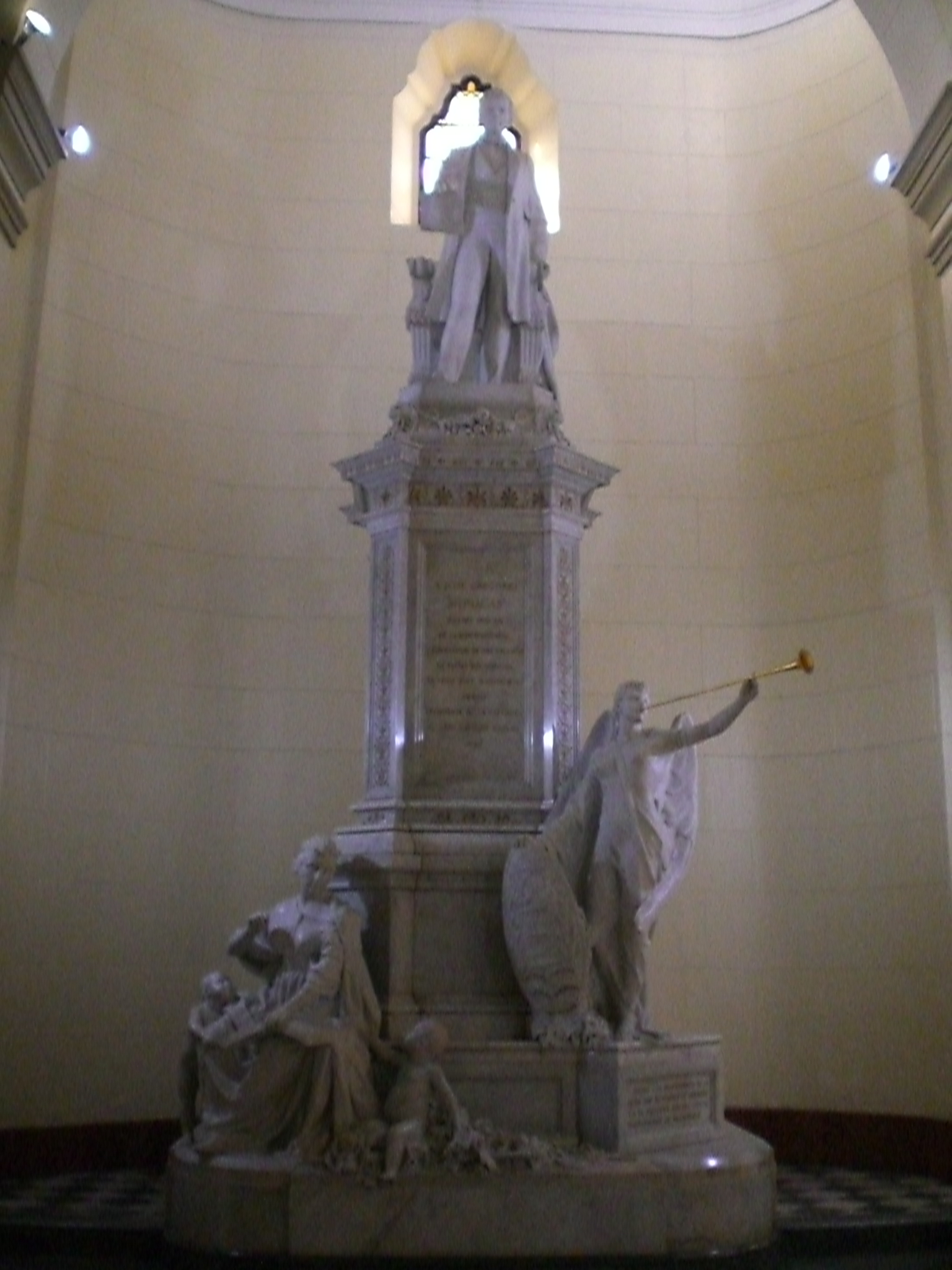
Pomnik - José Gregorio Monagas